# Aechmea winkleri
Aechmea winkleri är en gräsväxtart som beskrevs av Raulino Reitz. Aechmea winkleri ingår i släktet Aechmea och familjen Bromeliaceae. Inga underarter finns listade i Catalogue of Life.